# Tombebœuf
Tombebœuf település Franciaországban, Lot-et-Garonne megyében. Lakosainak száma 448 fő (2022. január 1.). Tombebœuf Lavergne, Coulx, Laperche, Monbahus, Montastruc, Montignac-de-Lauzun, Tourtrès és Villebramar községekkel határos.

## Népesség
A település népessége az elmúlt években az alábbi módon változott:
| Lakosok száma | 545  | 417  | 450  | 437  | 467  | 466  | 460  | 456  | 456  | 448  |
|               | 1968 | 1982 | 1990 | 2006 | 2013 | 2015 | 2017 | 2019 | 2020 | 2022 |